# Объект 940
Объект 940 — советская опытная десантируемая плавающая командно-штабная машина. Разрабатывалась на Волгоградском тракторном заводе. Серийно не производилась.

## История создания
Транспортная база «Объекта 940» была создана в 1976 году на базе лёгкого плавающего десантируемого танка Объект 934 «Судья». Работы производились под руководством Шабалина А.В.. В середине 1970-х были развёрнуты работы по созданию автоматизированной системы управления войсками «Манёвр». Проектирование командно-штабных машин велось на транспортной базе многоцелевого транспортёра МТ-ЛБу. По ряду характеристик шасси МТ-ЛБу плохо подходило для размещения специального оборудования и личного офицерского состава, поэтому вызывало нарекания со стороны заказывающего управления. Для устранения замечаний и улучшения эксплуатационных характеристик систем командно-штабных машин в январе 1980 года были развёрнуты работы по замене базового шасси МТ-ЛБу на новое, на базе лёгкого танка Объект 934. К середине 1980 года на Волгоградском тракторном заводе были собраны два опытных образца, а затем отправлены в Минск, где предполагалось проведение масштабных учений «Запад-80», на которой была запланирована демонстрация новой бронетехники Генеральному секретарю Л.И. Брежневу. Однако, в связи с болезнью генерального секретаря учения были перенесены на 1981 год. Вместо Л.И. Брежнева техника была продемонстрирована маршалу войск связи А.И. Белову. Во время демонстрации, А.И. Белов заявил, что «Нам эти машины не нужны». Через два месяца всё специальное оборудование с опытных образцов «Объекта 940» было демонтировано, а шасси возвращены на Волгоградский тракторный завод. Дальнейшая работа по созданию командно-штабных машин АСУВ «Манёвр» проходила только с использованием шасси МТ-ЛБу.

## Описание конструкции
За базу взято шасси Объекта 934. Машина может десантироваться парашютным способом и имеет оборудование для самоокапывания.

### Броневой корпус и башня
Корпус сварен из алюминиевых броневых листов и обеспечивает противопульную защиту. В кормовой части корпуса расположено моторно-трансмиссионное отделение. Рубка расположена в носовой части корпуса. В рубке расположены отсеки управления и средства связи.

### Вооружение
В качестве основного вооружения используется 7,62-мм пулемёт 6П10 (бронетранспортёрный вариант Пулемёта Калашникова (ПКБ)). Возимый боекомплект составлял 500 патронов.
Так же на машине были установлены 4 гранатомёта системы постановки дымовой завесы 902Г «Туча», для стрельбы 81-мм дымовыми гранатами.

### Ходовая часть
Ходовая часть «Объекта 940» представляла собой гусеничный движитель с гидропневматической подвеской. Подвеска обеспечивала высокую плавность хода по пересечённой местности. Механизм натяжения гусениц — гидравлический. Машина была способна изменять клиренс в пределах от 100 до 500 мм. Для передвижения по воде, в корме машины были установлены два водомёта, обеспечивавшие скорость плава более 10 км/ч.

## Сохранившиеся экземпляры
На данный момент (2010 год) один из сохранившихся экземпляров находится в Танковом музее в городе Кубинка.